# Metepec
Metepec (Metepēc på náhuatl) er en by og en kommune lokaliseret i zone I af delstaten Mexico i Mexico. En del af byen Toluca befidner sig i Metepec kommune.